# Dunama jessiehillae
Dunama jessiehillae  (лат.) — вид бабочек-хохлаток (Nystaleinae) из семейства Notodontidae. Эндемик Центральной Америки: Коста-Рика, восточные склоны Cordillera Volcanica de Guanacaste и Tilaran, на низинах Sarapiqui, на высотах от 40 до 1,500 м (гусеницы отмечены только на средних высотах). Длина передних крыльев самцов 10,7—13,3 мм. Цвет серо-коричневый. Гусеницы питаются растениями видов Asterogyne martiana, Astrocaryum alatum, Calyptrogyne trichostachys, Chamaedorea pinnatifrons, Chamaedorea tepejilote, Chamaedorea warscewiczii, Cryosophila warscewiczii, Geonoma congesta, Geonoma cuneata, Geonoma ferruginea, Geonoma interrupta, Iriartea deltoidea, Prestoea decurrens и Welfia regia.
Вид D. jessiehillae был назван в честь Джесси Хилл (Jessie Hill, Филадельфия и Гавайи) в признании вклада Jessie Hill в охрану лесов, где обитает данный вид.

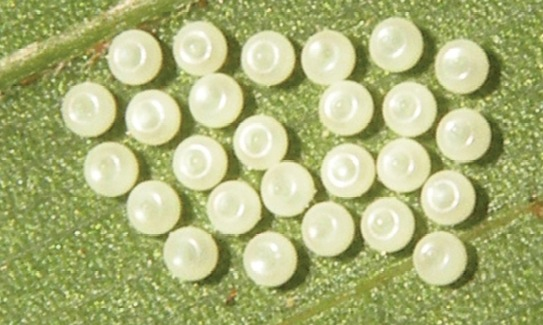
Яйца
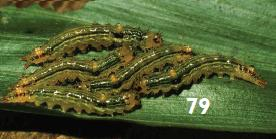
Гусеницы младших возрастов
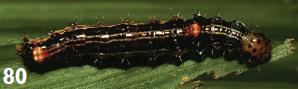
Гусеница последнего возраста
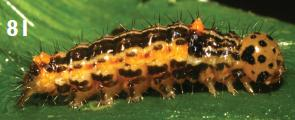
Прекуколка
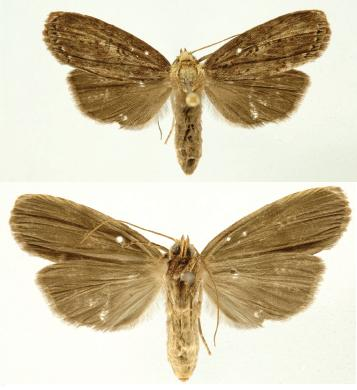
Самка Dunama jessiehillae